# خالد خميس
خالد خميس (مواليد 14 سبتمبر 1994، لاعب كرة قدم إماراتي يجيد اللعب في الوسط .
مثل نادي رأس الخيمة في الفئات السنية ووقع مع نادي الإمارات في عام 2011 و لعب معهم حتى عام 2023.

## روابط خارجية
- خالد خميس على موقع Soccerway.com (الإنجليزية)